# Tok (Alaska)
Tok es un lugar designado por el censo ubicado en el Área censal de Southeast Fairbanks en el estado estadounidense de Alaska. En el Censo de 2010 tenía una población de 1258 habitantes y una densidad poblacional de 3,64 personas por km².

## Geografía
Tok se encuentra en las coordenadas 63°19′44″N 143°2′15″O / 63.32889, -143.03750. Según la Oficina del Censo de los Estados Unidos, Tok tiene una superficie total de 345.29 km², de la cual 345.29 km² corresponden a tierra firme y (0%) 0 km² es agua.

## Demografía
Según el censo de 2010, había 1258 personas residiendo en Tok. La densidad de población era de 3,64 hab./km². De los 1258 habitantes, Tok estaba compuesto por el 77.9% blancos, el 0.64% eran afroamericanos, el 12.16% eran amerindios, el 0.4% eran asiáticos, el 0% eran isleños del Pacífico, el 0.4% eran de otras razas y el 8.51% pertenecían a dos o más razas. Del total de la población el 2.46% eran hispanos o latinos de cualquier raza.